# Burgruine Salern
Die Burgruine Salern ist eine in Mauerresten erhaltene Höhenburg bei Vahrn in Südtirol.

## Geografie
Die Ruine befindet sich im Eisacktal und erhebt sich über dem Ort Vahrn.

## Geschichte
Nach der Zerstörung der nahgelegenen Burgruine Voitsberg durch Bruno von Kirchberg wurde die Burg Salern ab 1277 als bischöfliche Gerichtsburg erbaut und 1280 das erste Mal urkundlich erwähnt. Nach mehrfachen Besitzerwechseln und Verpfändungen wurde die Burg Salern in der 2. Hälfte des 15. Jahrhunderts umfangreich umgebaut. Schon 1554 wurden Bitten an Bischof Cristoforo Madruzzo herangetragen, die Bauschäden der Burg zu beseitigen. 1624 wurde die Burg bereits als eingefallen beschrieben und in der 2. Hälfte des 19. Jahrhunderts als Steinbruch verwendet. 1872 erwarb schließlich Alois Andreas von Hellrigl die Ruine zur Sicherung des Zustandes.

## Zustand
Es haben sich nur wenige Mauerreste der Ring- und Palasmauer des Bergfrieds erhalten, die besichtigt werden können.